# Xian de Danfeng
Le xian de Danfeng (丹凤县 ; pinyin : Dānfèng Xiàn) est un district administratif de la province du Shaanxi en Chine. Il est placé sous la juridiction de la ville-préfecture de Shangluo.

## Démographie
La population du district était de 291 302 habitants en 1999.